# Naturschutzgebiet Mederlouwenen
Das Naturschutzgebiet Mederlouwenen (auch Mederlouenen geschrieben) ist ein Schutzgebiet im Berner Oberland. Es bildet eine wertvolle Teilfläche des Naturschutzgebiets Grimsel und liegt innerhalb des UNESCO-Weltnaturerbes Schweizer Alpen Jungfrau-Aletsch sowie im Landschaftsschutzgebiet «Berner Hochalpen und Aletsch-Bietschhorn-Gebiet (nördlicher Teil)» des Bundesinventars der Landschaften und Naturdenkmäler von nationaler Bedeutung (BLN). Mederlouwenen ist in der Weltdatenbank der Naturschutzgebiete unter der Objektnummer 168936 registriert.

## Geografie
Das 5,3 Hektar grosse Schutzgebiet befindet sich am Nordufer des Grimselsees der Kraftwerke Oberhasli (KWO) auf Geländeterrassen am Südhang unter dem Brünberg (2982 m ü. M.). Dieser ist ein Gipfel des Aarmassivs in der Bergkette, die sich vom Juchlistock in westlicher Richtung über den Brüngrat zum Bächlistock und zum Ewigschneehorn hinzieht und das Tal des Unteraargletschers und des Grimselsees und damit das Quellgebiet der Aare auf der Nordseite begrenzt. Die Hochgebirgslandschaft der Bächlistock-Gruppe in den östlichen Berner Alpen gehört zum Gebiet der Gemeinde Guttannen.
Der in den 1930er Jahren errichtete Grimsel-Stausee bedeckt den Talboden mit der ehemaligen Alp «Unteraar», die auf der Schwemmebene an der Aare, dem «Aarboden» (1870 m ü. M.), lag. Die Alphütten standen unterhalb des Wiesengebiets am linken Rand der früheren Auenlandschaft. Der Seespiegel liegt bei maximalem Aufstau auf 1908 m ü. M. und ungefähr 30 Meter unter der tiefsten Stelle des Schutzgebiets «Mederlouwenen».
Als Naturreservat sind drei nahe beieinander liegende Zonen des grösseren, gleichnamigen Landschaftsbereichs ausgewiesen, in welchen auf Hangterrassen besonders ausgeprägte Moore vorhanden sind. Die vom Aaregletscher im Eiszeitalter geschaffene Landschaftsform ist durch rundgeschliffene Granitrücken, Felsstufen, sanfte Hänge und Senken geprägt. Der Berghang ist so steil, dass kaum noch Reste der linken Seitenmoräne des Gletschers vorhanden sind, der beim Höchststand das Tal fast ganz ausfüllte. An einigen Stellen liegen Hangschutt und Sturzblöcke.
Auf der Ostseite schliessen an das Moorgebiet die Landschaft «Meder» und der Berghang «Sunnig Aar» mit einem alten Arven- und Lärchenwald an. Der Bergwald diente früher als Holzlieferant für die Unteraaralp und das alte Grimselhospiz bei der Spittellamm und ist heute ein seltenes hochalpines Vegetationsrelikt. Das Moorlandschaftsinventar bezeichnet ihn als «schönsten Arvenwald im Berner Oberland».
Im Westen ist das Wiesengebiet von der hohen Felswand am «Bärenritz» begrenzt, an deren Fuss sich ein Erlen-, Weiden- und Birkenwald ausdehnt.
Durch die Gebiete Meder und Mederlouwenen verläuft der Bergwanderweg, der mit einer mehrstündigen Gehzeit von der Grimselstrasse oder vom Hotel «Grimsel Hospiz» zur Lauteraarhütte führt. Der Pfad zum SAC-Berghaus wurde nach dem Bau der Staumauer als Ersatz für den ehemaligen Alpweg, der auf dem Talboden lag, über dem nördlichen Ufer des Grimselsees eingerichtet. Die KWO und das Naturschutzinspektorat des Kantons Bern liessen den Lauteraarweg im Gebiet Mederlouwenen 2001 instand setzen.
Der Flurname «Mederlouwenen» ist aus den beiden Dialektwörtern Meder (plur., «Mähwiese») und Louwene (plur., «Lawine») zusammengesetzt. Er bezieht sich auf einen Lawinenzug unter dem Brünberg. Die Gräser auf den ausgedehnten, vom Talboden einst leicht zugänglichen Stufen am Berg dienten den Alphirten der Unteraaralp, wie der Name zeigt, wohl vor allem als Wildheuwiesen, um für das gesömmerte Vieh zusätzliches Futter zu beschaffen; denn die Rasenflächen auf dem schmalen, heute überfluteten Talboden, einem kargen, steinübersäten Gletschervorfeld in der Nähe des Unteraargletschers, konnten den Futterbedarf kaum decken. Die Unteraaralp wurde auch als Vorsäss und für die Schneeflucht der Oberaaralp genutzt. Mit dem Bau des Grimselsees hörte auch die landwirtschaftliche Nutzung der Wiesen am Brünberg auf.

## Schutzgebiet von nationaler Bedeutung

### Geschichte
Mit einem Beschluss vom 1. August 1958 erklärte der Regierungsrat des Kantons Bern die Grimsellandschaft mit der Umgebung der KWO-Stauseen zum kantonalen Naturschutzgebiet. Seit 2004 ist zudem das Naturschutzgebiet «Mederlouwenen» im Bundesinventar der Flachmoore von nationaler Bedeutung verzeichnet. Ein Rechtsgutachten des Staatsrechtlers Alfred Kölz von 1995 begründete die Aufnahme der «Moorlandschaft Grimsel (Sunnig Aar)» in das nach der Rothenthurm-Initiative erarbeitete Bundesinventar der Moorlandschaften von besonderer Schönheit und von nationaler Bedeutung. 1998 erliess der Bundesrat eine Schutzverfügung über das Gebiet «Mederlouwenen». Das Verfahren zur definitiven Ausweisung des Schutzgebiets verzögerte sich wegen der Auseinandersetzung über die Umweltverträglichkeit des von den KWO geplanten neuen Stauseeprojekts «Grimsel West» und später des Projekts zur Erhöhung der Grimselstaumauern. 2004 bereinigte der Bundesrat die Flachmoorverordnung und die Moorlandschaftsverordnung und nahm die Moorlandschaft Grimsel mit einem etwas verkleinerten Umfang in das Bundesinventar der Moorlandschaften und das Gebiet Mederlouwenen in das Flachmoorinventar auf.

### Natur
Das Biotop «Mederlouwenen» am Sonnenhang über dem See weist auf mehreren Hangterrassen ungestörte Gemeinschaften von Rasen- und Blütenpflanzen (unter anderem mit dem Blauen Pfeifengras), Zonen mit Alpen-Wacholder, Heidelbeere, Alpenrose, Besenheide, Moorbeere und anderen Zwergstraucharten, Klein- und Grossseggenriede sowie Feuchtgebiete mit Moorpflanzen auf. Die Moosvegetation (u. a. mit Sphagnum compactum und Hain-Torfmoos) hat im Gehängesumpf grossflächige Moor- und mit Hochmoorbulten auch Torfböden gebildet. Zu den seltenen, auf Mederlouwenen vorkommenden Pflanzen gehört der Langblättrige Sonnentau.
An den Bergbächen sind Quellfluren entstanden. In Rundhöckerwannen liegen kleine Tümpel, an denen sich Wasser- und Sumpfpflanzen ansiedeln und mit der Zeit eine Verlandungsvegetation ergeben. Auf offenen, verwitterten Felspartien, Moränen- und Sturzblöcken leben Flechten. Vom Seeufer her breitet sich allmählich das Gebüsch von Alpen-Erlen und Schweizer Weiden in die offenen Wiesen aus. Am Westrand erreicht die Birke Standorte bis auf 2030 m ü. M.
Am Berghang über dem Grimselsee kommen verschiedene Insektenarten und darunter seltene Schmetterlinge vor.

## Bilder

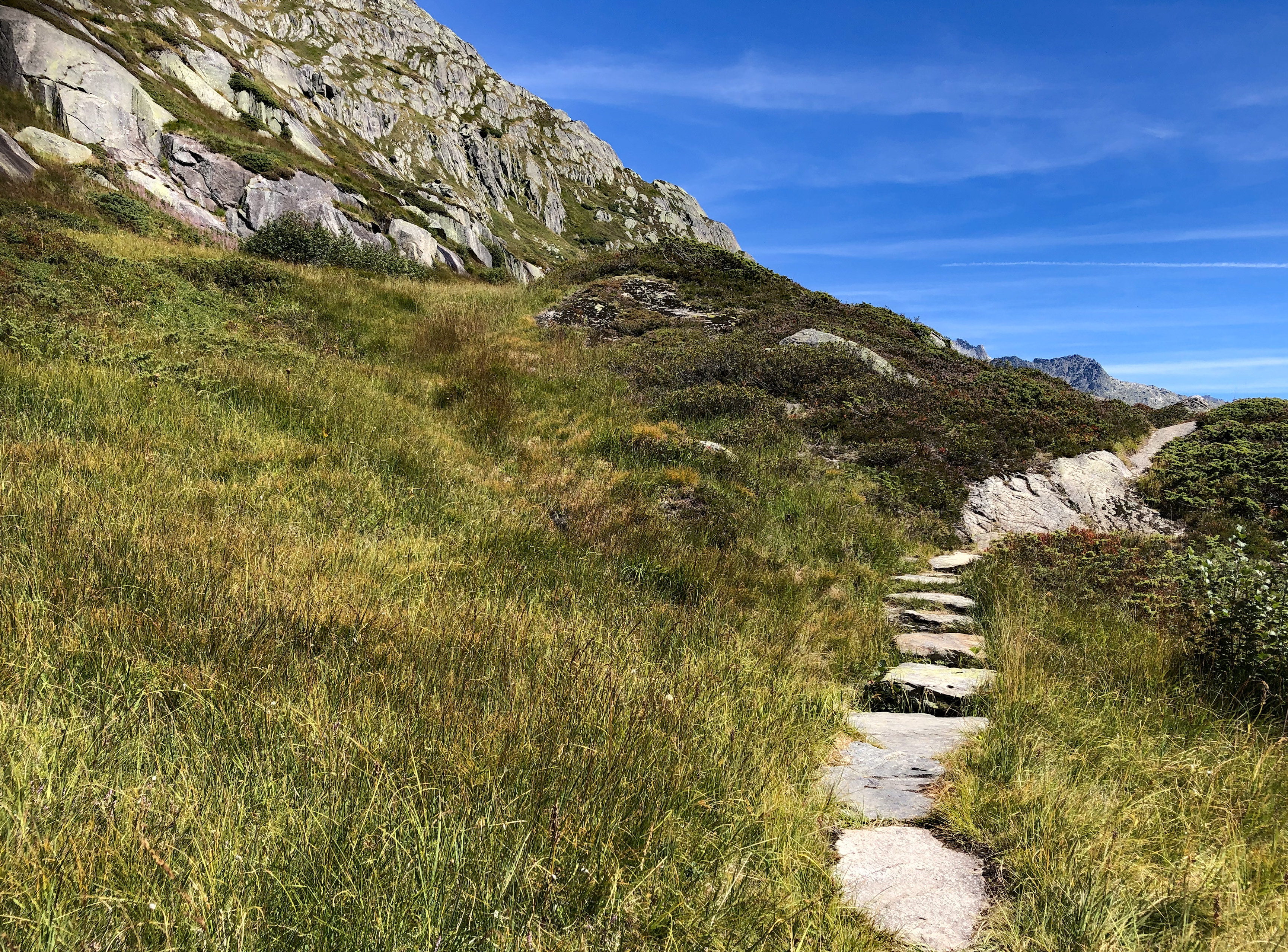
Bergweg im Moor und Zwergstrauchkolonien
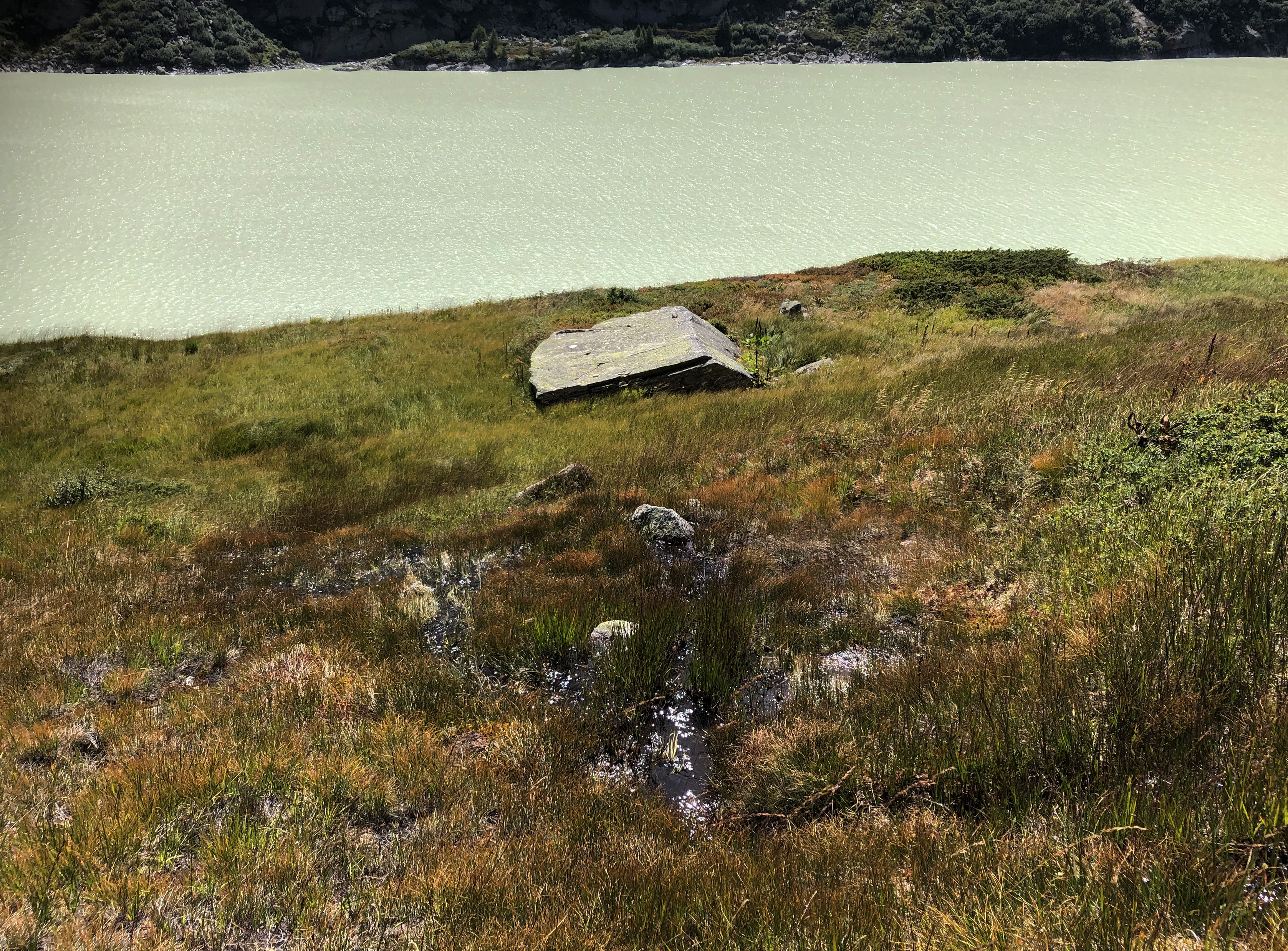
Moorwiese über dem Grimselsee
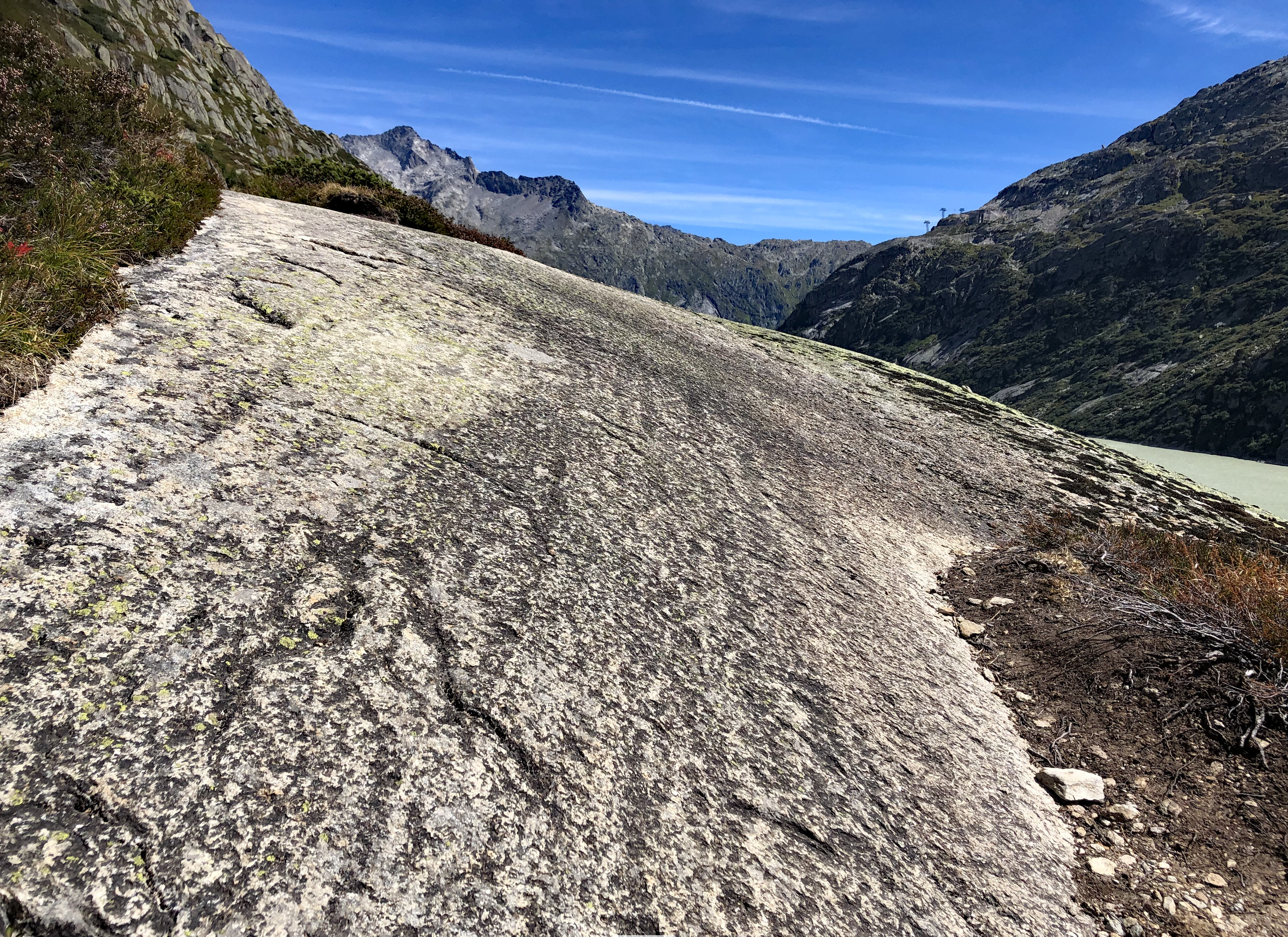
Gletscherschliff im Granit mit Trittschäden an der Flechtenvegetation
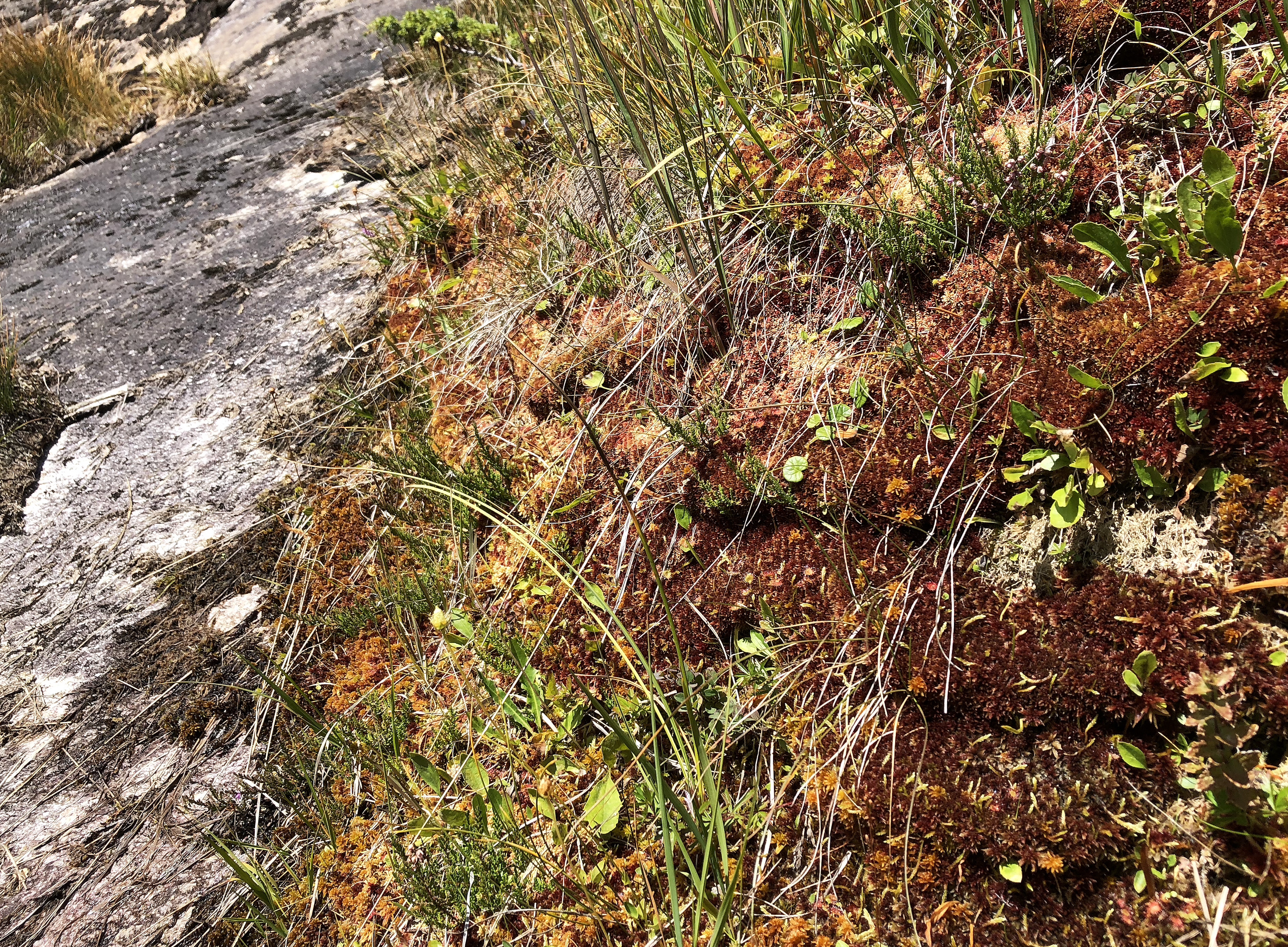
Moorpflanzen
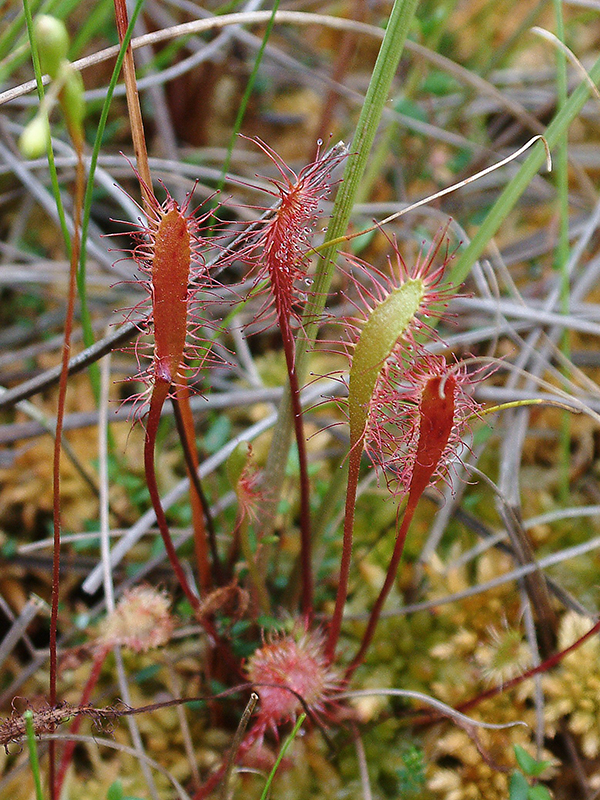
Langblättriger Sonnentau
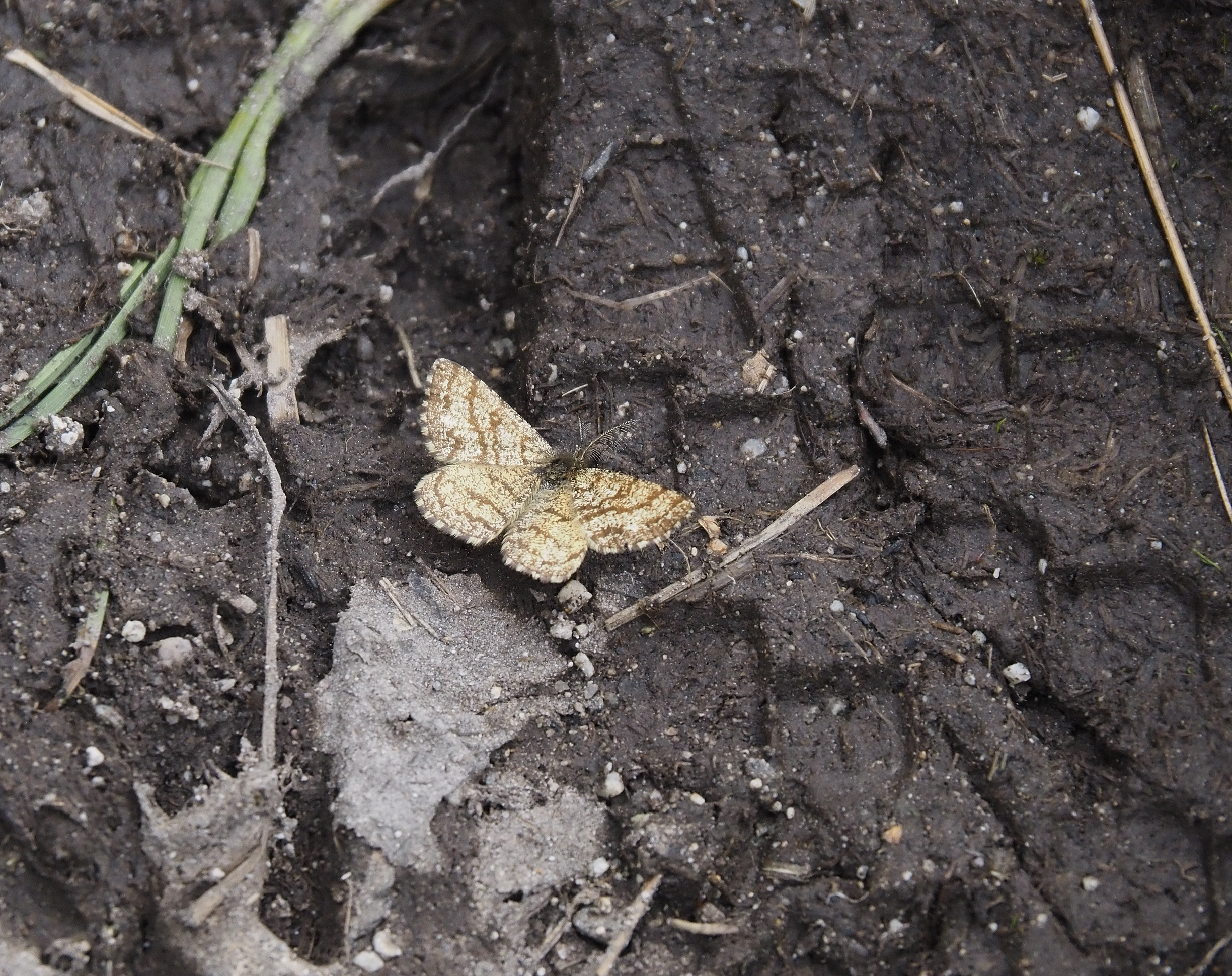
Heidekrautspanner auf dem Lauteraarweg